# Cérvol d'Eld
El cérvol d'Eld (Rucervus eldii) és una espècie de cèrvid asiàtic del qual hi ha tres subespècies. Està amenaçat per la caça i la destrucció d'hàbitat. Recentment s'ha proposat separar aquest cérvol del gènere Cervus i assignar-li un nou gènere, Panolia.

## Subespècies
- R. e. eldii, a l'extrem oriental de l'Índia.
- R. e. thamin, a Myanmar i Tailàndia.
- R. e. siamensis, a Tailàndia, Laos, Cambodja, el Vietnam i l'illa xinesa de Hainan.